# Low-Fat
Der Begriff Low-Fat (engl.: „fettarm“) bezeichnet eine Diätform, bei welcher der Fettanteil der Nahrung begrenzt wird. Bei Low-Fat-Diäten liegt dieser Wert bei 10–30 % des insgesamt aus Lebensmitteln aufgenommenen physiologischen Brennwerts.

## Theorie
Ein Gramm Fett enthält 38,9 Kilojoule bzw. 9,3 Kilokalorien. Kohlenhydrate und Proteine enthalten hingegen jeweils nur ca. 17,2 kJ (4,1 kcal) pro Gramm. Somit kann bei gleicher Nahrungsmittelmenge die Energiezufuhr gesenkt werden, indem Fett durch Kohlenhydrate oder Eiweiße ersetzt wird. Dabei ist die Energiezufuhr der wesentliche Faktor bei der Beeinflussung des Körpergewichts.
Für die Zunahme der Adipositas (Übergewicht) in Industrieländern wird meist der hohe Fettkonsum verantwortlich gemacht, deshalb enthalten viele von Medizinern empfohlene Diäten einen reduzierten Fettanteil. Die Deutsche Gesellschaft für Ernährung empfiehlt pro Tag die Aufnahme von maximal 60 bis 70 Gramm Fett. Untersuchungen zufolge nimmt die deutsche Bevölkerung im Schnitt aber täglich mehr als 100 Gramm Fett zu sich.
Entscheidend für eine Gewichtsreduzierung ist letztlich nur, wie bei sämtlichen anderen Diäten auch, über einen längeren Zeitraum eine negative Energiebilanz zu erzielen, also insgesamt weniger Energie aufzunehmen als verbraucht wird.

## Sonderformen
Bei den folgenden drei Diäten handelt es sich um High Carb Low Fat (HCLF) Diäten, im englischsprachigen Raum werden diese Diäten oftmals als whole-food plant-based diet (WFPB) bezeichnet:
- Pritikin-Diät
- John McDougall Diät
- Caldwell Esselstyn Diät
- Dean Ornish Diät
- Gabel statt Skalpell